# Eriogonum molestum
Eriogonum molestum är en slideväxtart som beskrevs av S. Wats.. Eriogonum molestum ingår i släktet Eriogonum och familjen slideväxter. Inga underarter finns listade i Catalogue of Life.